# Michaël Brun
Vous venez d’apposer le modèle de débat d'admissibilité.
Avant toute chose, veuillez créer la page de débat correspondante en cliquant ici.
- Une fois la page de vote initialisée, rafraîchissez cette page, et le bandeau prendra son aspect définitif.
- Si votre débat d'admissibilité est groupé (le motif et l’argumentation doivent être les mêmes), modifiez cette page pour ajouter au modèle le paramètre « cat » suivi du nom de la page de discussion de l’article pour lequel la page de débat existe déjà (ex. : cat=Discussion:Nom_de_l'autre_article). Ensuite, suivez les nouvelles instructions qui apparaissent.
- Vous pouvez également utiliser le paramètre « type » pour faciliter l’accès aux critères d’admissibilité. Exemple : {{suppression|type=mot-clé}}. Liste des mots-clés existants : fiction, musique, art visuel, fanzine, jeu de société, porno, sportif, association, enseignement, société, site web, route, nombre, (Liste complète ici).

| 1. | Créez la page de débat d'admissibilité.                                                                      | Sauvegardez d’abord la page pour l’initialiser puis indiquez votre motivation.      |
| 2. | Important : ajoutez une entrée dans la section Débat d'admissibilité du jour.                                | Utilisez ce texte : *{{L\|Michaël Brun}}                                            |
| 3. | Pensez à informer les contributeurs principaux de la page et les projets associés lorsque cela est possible. | Utilisez ce texte : {{subst:Avertissement débat d'admissibilité\|Michaël Brun}}~~~~ |

Michaël Brun est un disc-jockey haïtien né le 19 mai 1992 à Port-au-Prince.
Depuis 2013, le DJ originaire d'Haïti réside à Miami, et est étudiant en médecine aux Culver Academies.

## Discographie

### Singles
- 2011 : Prime [Essentials]
- 2011 : Shades Of Grey (avec Xpression et Remy Joel) [S2 Records]
- 2011 : Passerby [Emotive Sounds]
- 2011 : Dawn [Revealed Recordings]
- 2011 : Dawn (Hardwell Edit) [Revealed Recordings]
- 2012 : Rise (Dirty South Edit) [Phazing]
- 2012 : Synergy (avec Special Features) [Phazing]
- 2012 : Rift (avec Dirty South) [Phazing]
- 2013 : Halfway (avec Zashanell) [Phazing]
- 2013 : Antares [Phazing]
- 2013 : Halfway [Phazing]
- 2013 : Gravity [Phazing]
- 2014 : Zenith [Kid Coconut]
- 2014 : Sun In Your Eyes (avec DubVision) [Kid Coconut]
- 2015 : Woo [Kid Coconut]
- 2015 : See You Soon (avec Rune RK) [Armada Music]
- 2015 : Vintage (avec Rayven & Valex) [Kid Coconut]
- 2015 : Check This Out (avec Still Young) [Size Records]
- 2016 : Good Enough (avec The Ready Set) [Hopeless Records]
- 2016 : All i ever wanted (avec Louie)  from XOXO the Netflix Original Film
- 2017 : Gaya (avec Lakou Mizik et J Perry) [kid coconut]
- 2018 : BAYO ft.Strong G,Baky & J.Perry
- 2023 : Clueless (avec Oxlade)
- 2023 : Sak pase (avec Lolo Zouaï & Saint Levant)
- 2023 : Jessica (avec Saint Jhn, Charly Black & J Perry)

### Remixes
- 2010 : Pray For More, Lee Genesis - Satisfaction (Michaël Brun Remix) [Mjuzieek Digital]
- 2011 : Agent Greg, Abigail Bailey - What Is Love (Michaël Brun Remix) [Emotive Sounds]
- 2011 : CB Milton, Phil Wilde - Loving Thing (Michaël Brun Vocal Mix) [Cloud 9 Dance]
- 2011 : John De Mark, Vangosh, Steve Kid - Trip 2 Heaven (Michaël Brun Remix) [17:44 Records]
- 2011 : Chrissy, JWLS, Paris & Simo - Dancing Alone (Michaël Brun Remix) [Handmade Music]
- 2011 : Geyster - A Change for the Better (Michaël Brun Remix) [17:44 Records]
- 2011 : Phatt, Delivio Reavon, Aaron Gill - Dancing (Michaël Brun Remix) [Cloud 9 Dance]
- 2012 : Those Usual Suspects, Nordean, Erik Hecht - Burn Forever [Phazing]
- 2013 : Syke'n'Sugarstarr, Alexandra Prince - So Alive [Club Session]
- 2013 : Rune RK, Andreas Moe - Power Of You And Me (Teacup) (Michaël Brun Remix) [Spinnin Records]
- 2013 : Dirty South, Joe Gil - Your Heart (Michaël Brun Remix) [Phazing]
- 2013 : Dirty South, Joe Gil - Until The End (Michaël Brun Mix) [Phazing]
- 2013 : Alexander Popov, Dash Berlin, Jonathan Mendelsohn - Steal You Away (Michaël Brun Radio Mix) [Aropa]
- 2013 : Alicia Keys, Maxwell - Fire We Make (Michaël Brun Radio Mix) [RCA Records Label]
- 2013 : Armin van Buuren, Laura Jansen - Sound Of The Drums (Michaël Brun Remix)
- 2014 : Max Elto - Shadow Of The Sun (Michaël Brun Remix) [Big Beat Records]
- 2014 : Mako - Our Story (Michaël Brun Remix) [Ultra]
- 2014 : Daniel Etienne, Lee Carter, Oliver Chang - Arkham (Michaël Brun Mix) [Kid Coconut]
- 2015 : Shanahan - Ivory (Michaël Brun Mix) [Kid Coconut]
- 2015 : Eddie Thoneick & Abel Ramos - Love Will Never Let You Down (feat. James Walsh) (Michaël Brun Remix) [Size Records]
- 2015 : Steve Aoki, Walk Off The Earth - Home We'll Go (Take My Hand) (Michaël Brun Remix) [Ultra]
- 2016 : Baha - Awakening (Michaël Brun Mix) [Kid Coconut]